# Cyphon iberus
Cyphon iberus é uma espécie de insetos coleópteros polífagos pertencente à família Scirtidae.
A autoridade científica da espécie é Nyholm, tendo sido descrita no ano de 1976.
Trata-se de uma espécie presente no território português.